# SummerSlam (2011)
SummerSlam (2011) là một sự kiện pay-per-view (PPV) đấu vật chuyên nghiệp sản xuất bởi WWE diễn ra vào ngày 14 tháng 8 năm 2011. Đây là sự kiện SummerSlam thứ 24 và thứ 3 liên tiếp tại Trung tâm Staples ở Los Angeles, California. Có 6 trận đấu diễn ra, với trận thứ 7 được bổ sung khi Alberto Del Rio cash-in vali "Money in the Bank" và đánh bại CM Punk. SummerSlam thu hút 17.404 người hâm mộ ở Trung tâm Staples tại Los Angeles, với lợi nhuận hơn $1 triệu, lập kỉ lục của SummerSlam diễn ra tại Trung tâm Staples. Sự kiện có 296.000 lượt mua pay-per-view, giảm so với 350.000 lượt mua của năm trước.

## Kết quả
| #                                                                                | Kết quả | Thể loại                                                                                              | Thời gian |
| -------------------------------------------------------------------------------- | --- | --- | --------- |
| 1D                                                                               | Dolph Ziggler (cùng với Vickie Guerrero) đánh bại Alex Riley                                                           | Trận đấu đơn                                                                                          | 4:29      |
| 2                                                                                | John Morrison, Kofi Kingston và Rey Mysterio đánh bại R-Truth, The Miz và Alberto Del Rio (cùng với Ricardo Rodriguez) | Trận đấu đồng đội 6 người                                                                             | 09:36     |
| 3                                                                                | Mark Henry đánh bại Sheamus bằng đếm ngược                                                                             | Trận đấu đơn                                                                                          | 09:22     |
| 4                                                                                | Kelly Kelly (c) (cùng với Eve Torres) đánh bại Beth Phoenix (cùng với Natalya)                                         | Trận đấu đơn tranh đai WWE Divas Championship                                                         | 06:33     |
| 5                                                                                | Wade Barrett đánh bại Daniel Bryan                                                                                     | Trận đấu đơn                                                                                          | 11:47     |
| 6                                                                                | Randy Orton đánh bại Christian (c)                                                                                     | Trận đấu No Holds Barred tranh đai World Heavyweight Championship                                     | 23:43     |
| 7                                                                                | CM Punk (c) đánh bại John Cena (c)                                                                                     | Trận đấu đơn tranh đai Undisputed WWE Championship with Triple H as trọng tài khách mời đặc biệt      | 24:07     |
| 8                                                                                | Alberto Del Rio đánh bại CM Punk (c)                                                                                   | Trận đấu đơn tranh đai WWE Championship This was Alberto Del Rio's Trận đấu cash-in Money in the Bank | 00:11     |
| - (c) – chỉ người vô địch bước vào trận đấu - D – chỉ trận đấu là một dark match | | |           |